# Jungfernbrücke

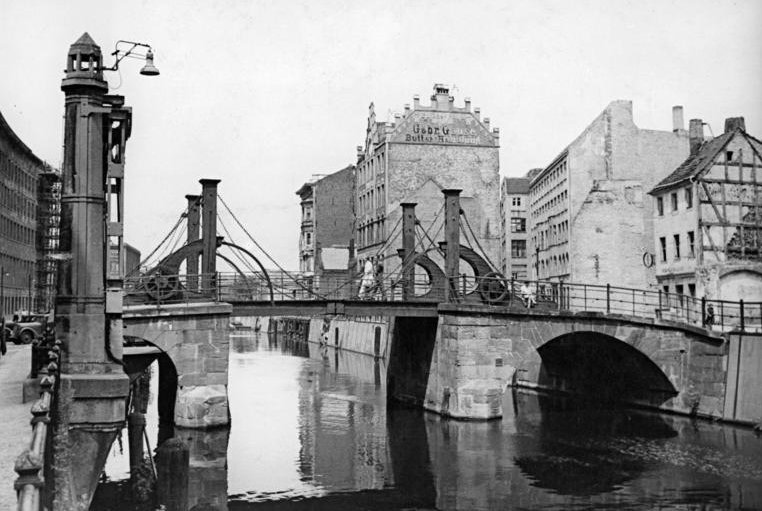
Lo Jungfernbrücke nel 1967

Lo Jungfernbrücke (Ponte delle fanciulle) nel quartiere berlinese di Mitte è il più antico ponte sopravvissuto della città e allo stesso tempo l'unico dei nove ponti mobili costruiti in modo identico. Attraversa il Canale della Sprea, l'ex Schleusengraben, e collega le strade Friedrichsgracht e Oberwasserstraße.

## Storia
Il ponte venne inaugurato ai tempi di Federico I di Prussia, costruito probabilmente nel 1688 o 1689, da Martin Grünberg come riportatto dal cronista Christoph Friedrich Nicolai nel 1786, e fu inizialmente chiamato Spreegassenbrücke . Come ponte levatoio in legno sul canale della Sprea (Schleusengraben), collegava il Friedrichsgracht con l'Alte Leipziger Strasse, che conduceva alla Leipziger Tor, una delle porte della città di quella che allora era Berlino. Il nome Jungfernbrücke venne registrato per la prima volta nel 1690. Dopo la costruzione del cosiddetto Kleinen Jungfernbrücke sul Mühlengraben nel 1699, fu anche conosciuto come il Große Jungfernbrücke.

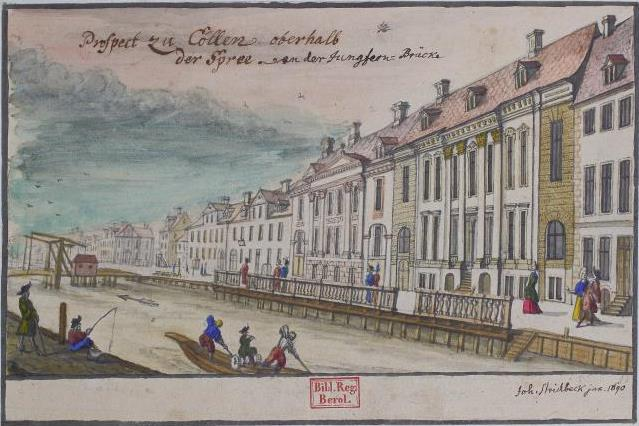
Jungfernbrücke nel 1690, di Johann Stridbeck il Giovane

Fino all'ampliamento del Landwehrkanal, nel 1850, e alla costruzione della chiusa di Mühlendamm, dal 1890 al 1893, il canale della Sprea era l'unica rotta di navigazione interna alla città tra Unterspree e Oberspree.

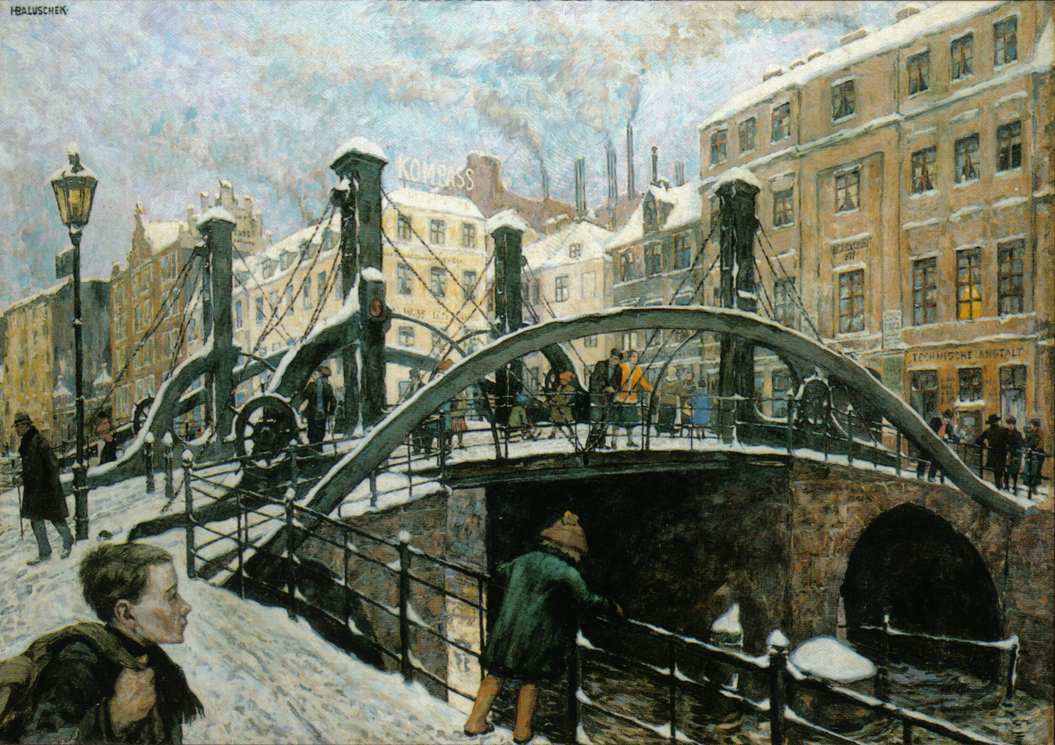
Dipinto di Hans Baluschek 1926/1927

Nel 1798 il ponte fu sostituito da una costruzione in legno e ferro su progetto dell'Oberhofbaurat Friedrich Becherer, per cui la sezione centrale poteva ancora essere sollevata mediante catene e ruote per consentire il passaggio delle navi. Il ponte costruito all'epoca è rimasto da allora immutato nel suo aspetto.
Tra il 1937 e il 1939 il letto del fiume fu reso più profondo e la vicina chiusa di Mühlendamm venne rinnovata. Come parte di queste misure, allo Jungfernbrücke fu data una nuova fondazione, per cui i pilastri dovettero essere allungati di tre metri. Il paranco a catena venne eliminato e il meccanismo di sollevamento fu disattivato. Le parti laterali incernierate vennero sostituite da una superficie continua in travi d'acciaio con tavolato in legno. La volta ovest venne completamente abbattuta e ricostruita in cemento armato. Vennero rimossi anche i cavidotti su entrambi i lati del ponte. Le rampe che portavano al ponte lasciarono il posto a delle scale in modo che potesse essere utilizzato solo dai pedoni.
Numerosi lavori di ristrutturazione, nel 1954, 1967 e 1979, hanno assicurato la conservazione del manufatto storico. Le ultime riparazioni di base per il momento hanno avuto luogo nel 1998/1999 in collaborazione con l'Ufficio statale per la conservazione dei monumenti e hanno contribuito a creare la struttura più autentica e stabile possibile. Tutte le parti del ponte sono state rimosse, verificate e reinserite nel ponte dopo una revisione o la produzione di copie che fossero il più storicamente accurate possibili. Sono stati inoltre rinnovati il tavolato in legno e le volte in arenaria rossa di Miltenberg, che ora poggiano su una struttura interna in acciaio. Questa conversione è costata circa 4.1 milioni di marchi. La pavimentazione che porta ai margini è stata ridisegnata con piccole lastre in pietra in chiave storicizzante.

## Dati di costruzione

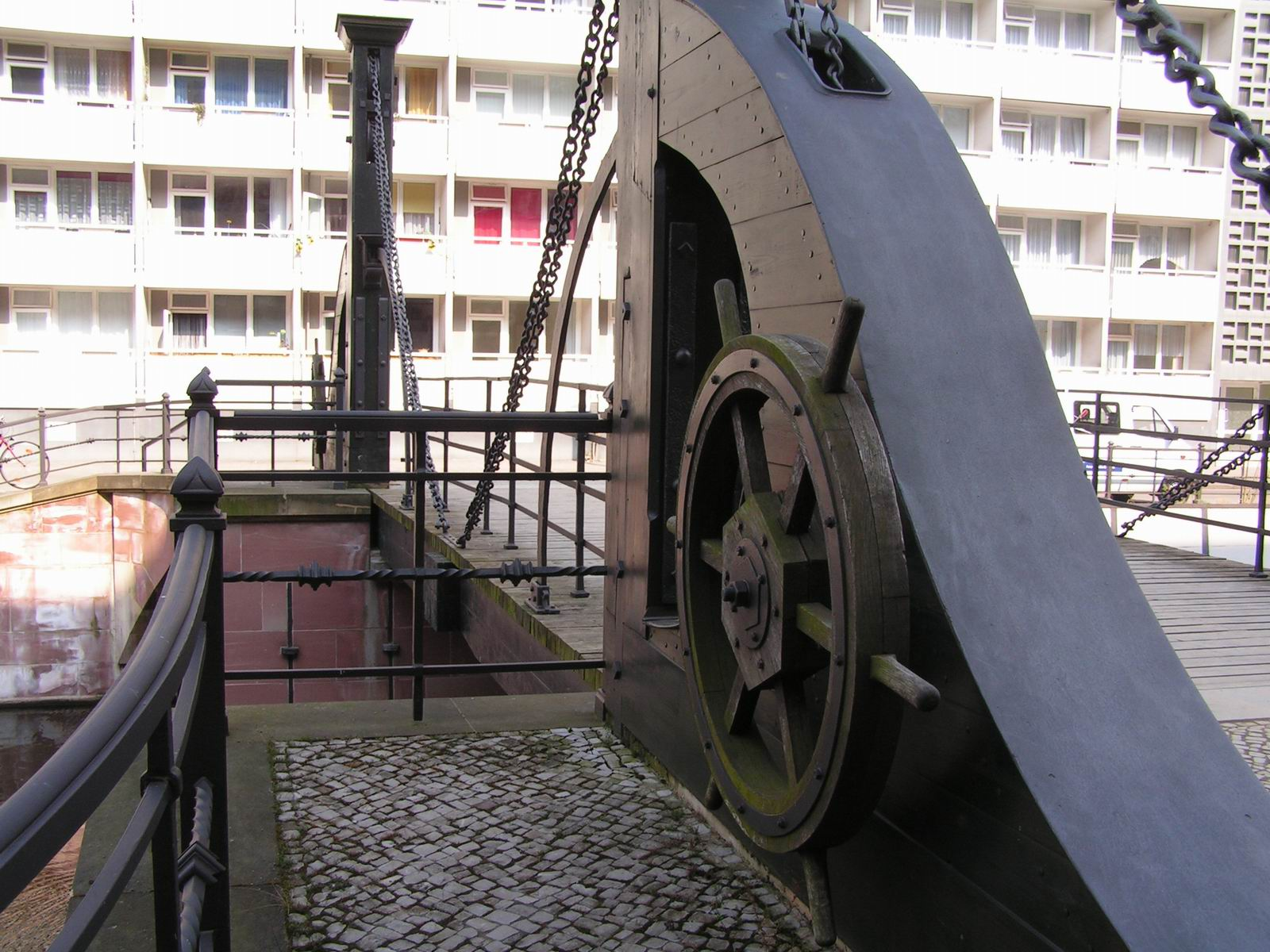
Ruota di argano di sollevamento.

La sezione dello Jungfernbrücke venne realizzata in modo sinusoidale con due aperture laterali ad arco di diversa larghezza tra la sponda e i piloni del ponte (3,60/6.60 metri). La parte centrale era larga 8.70 metri, il ponte pieghevole era largo 4,20 metri. I piloni del ponte e le aperture laterali erano in arenaria rossa. I pilastri del portale erano in legno e portavano i rulli per le catene di trazione dotate di contrappesi. Su entrambi i lati del ponte c'erano scatole curve per accogliere i cavi che dovevano essere fatti passare attraverso il canale. Questi caratteristici archi sinusoidali sono stati rimossi e i cavi sono stati posati in modo diverso.
Dalla ristrutturazione nel 1997/1998, la sezione centrale dello Jungfernbrücke è costituita da travi in acciaio che sostengono un tavolato in legno e sono coperte da pannelli di legno sui lati. Anche prima non esisteva più un meccanismo di sollevamento.

## Origine del nome
L'origine di questo nome non è chiara, esistono varie leggende al riguardo:
- C'era un bagno fluviale per soli uomini nelle vicinanze. Le fanciulle dovevano restare sul ponte.
- Un'usanza nuziale: la sposa doveva attraversare il ponte. Se le assi scricchiolavano, la sua verginità era in dubbio. (Nota: le assi scricchiolavano sempre!)
- A causa dell'omicidio per gelosia di una giovane donna sul ponte o nelle vicinanze.
- Le figlie di un ugonotto, che viveva nelle vicinanze, erano occupate a cucire biancheria fine, a riparare e lavare bordi e calze di seta e pizzo in una cabina sul ponte. Avevano la migliore reputazione di tutta Berlino per questo lavoro. Solo la loro lingua appuntita aveva una reputazione ancora maggiore. Chi voleva scoprire gli ultimi pettegolezzi andava dalle fanciulle. Ogni cattiva notizia e finzione maligna poteva, in definitiva, essere attribuita alle fanciulle del ponte. Da qui si dice che derivi il soprannome di Klatschbrücke.[3]
- Dalla zona delle ragazze facili che si offrivano sul o vicino al ponte. Il più antico bordello di Berlino si trovava nelle vicinanze.
- La spiegazione più probabile riguarda due “Fräuleins” che abitavano nella vicina locanda “Französischer Hof” e offrivano i loro raffinati manufatti in un piccolo punto vendita vicino a questo ponte. I berlinesi si riferivano semplicemente alle donne come "fanciulle", quindi andavano dalle fanciulle al ponte per acquistare accessori.

## Curiosità
I ragazzi che a quei tempi dovevano attraversare questo ponte per andare a scuola potevano facilmente arrivare in ritardo. Perché contro la scusa: "Il ponte era appena stato sollevato!" nessun insegnante poteva obiettare.
L'amministrazione postale della DDR ha raffigurato lo Jungfernbrücke su una serie di francobolli speciali nel 1985. Ulteriori emissioni di francobolli in occasione del 750º anniversario di Berlino contenute nelle buste decorative del giorno di emissione (19 maggio 1987) un disegno del Jungfernbrücke.
Le belle forme del ponticello hanno ripetutamente ispirato i pittori in particolare a raffigurare questo soggetto. Il vecchio edificio di Berlino è una popolare meta turistica per i turisti. Il famoso compositore e direttore d'orchestra berlinese Paul Lincke è cresciuto vicino allo Jungfernbrücke.